# 赛博滕罗伊特
赛博滕罗伊特是德国巴伐利亚州的一个市镇。总面积17.44平方公里，总人口1351人，其中男性704人，女性647人（2011年12月31日），人口密度77人/平方公里。